# Domenico Gaido
Domenico Gaido (Torí, 1875 – Roma, 1950) fou un dissenyador de vestuari, escenògraf i director de cinema italià.

## Biografia
Graduat a l'Accademia Albertina de Torí, va ser apreciat per la creació de cartells teatrals i publicitaris.
El primer contacte amb el cinema es va produir pel guió d' Enrico di Lusignac (1910) per la Unitas de Torí. Més tard els compromisos cinematogràfics es van intensificar amb la realització de les escenes de Jone o Gli ultimi giorni di Pompei (1913) i de Spartaco (1913). El 1914 va debutar com a director amb La sfera della morte i Salambò. El 1920, prop del sisè centenari de la mort de Dante Alighieri, l'encarregaren de fer Dante nella vita e nei tempi suoi, però fou estrenada el 1923. El 1921 la pel·lícula per episodis Il ponte dei sospiri, que va ser seguida el 1924 per La congiura di San Marco, ambdues inspirades en les novel·les de Michel Zevaco d'entorn històric.
Després de l'experiència del cinema mut va continuar l'activitat de dissenyador de vestuari per al Teatro dell'Opera di Roma, a partir de 1940 va tornar a la indústria cinematogràfica, sempre com a dissenyador de vestuari.

## Filmografia

### Director
- Albania ribelle (1910) - documental
- La sfera della morte (1914)
- Salambò (1914)
- Ettore Fieramosca (1915) – codirigida amb Umberto Paradisi
- Cuore e patria (1915)
- Alla frontiera (1915)
- Eroismo di alpino (1915)
- Diamanti e documenti (1915)
- La città sottomarina (1916)
- L'avventura di Claudina (1916)
- I misteri del gran circo (1916)
- La madre folle (1916)
- Una mascherata in mare (1917)
- Battaglia di reginette (1917)
- La donna del sogno (1918)
- La cena dei dodici bricconi (1918)
- Sansone contro i Filistei (1918)
- Il trionfo della morte (1918)
- La maschera dello scheletro (1918)
- Il volto impenetrabile (1918)
- Il ponte dei sospiri (1921)
- Dante nella vita e nei tempi suoi (1922)
- La congiura di San Marco (1924)
- I martiri d'Italia (1927)

### Escenografia
- Jone o Gli ultimi giorni di Pompei, dirigida per Ubaldo Maria Del Colle i Giovanni Enrico Vidali (1913)
- Spartaco, dirigida per Giovanni Enrico Vidali (1913)
- Ettore Fieramosca, dirigida per Umberto Paradisi i Domenico Gaido (1915)
- Beatrice Cenci, dirigida per Baldassarre Negroni (1926)
- Il gigante delle Dolomiti, dirigida per Guido Brignone (1927)
- Il vetturale del Moncenisio, dirigida per Baldassarre Negroni (1927)

### Vestuari
- Rosa di sangue (Angélica), dirigida per Jean Choux (1940)
- Il ponte dei sospiri, dirigida per Mario Bonnard (1940)
- Tosca, dirigida per Carl Koch i Jean Renoir (1941)
- Il bravo di Venezia, dirigida per Carlo Campogalliani (1941)
- Capitan Tempesta, dirigida per Corrado D'Errico (1942)
- Il leone di Damasco, dirigida per Corrado D'Errico (1942)
- La Gorgona, dirigida per Guido Brignone (1942)
- I due Foscari, dirigida per Enrico Fulchignoni (1942)
- Carmen, dirigida per Christian-Jaque (1945)
- Amori e veleni, dirigida per Giorgio Simonelli (1952)